# Operation Iron Cross
Die Operation IRON CROSS war ein US-amerikanischer, zunächst als Sabotage-Unternehmen in der Alpenfestung geplanter, dann aber für die Verhaftung von Adolf Hitler vorgesehener Einsatz von Freiwilligen.

## Aufstellung
Ende 1944 glaubten die US-Amerikaner, Hitler würde sich als letzte Verteidigung in den Alpen verschanzen, in der vermuteten Alpenfestung. Als ein Mittel die Alpenfestung zu knacken wurde Ende 1944 IRON CROSS geschaffen. Freiwillige Deutsche in Kompaniestärke sollten in der Alpenfestung im Inntal zwischen Kufstein und Innsbruck an Fallschirmen abspringen und Sabotage betreiben, Guerillakrieg führen, deutsche Soldaten zum Überlaufen bewegen und, wenn möglich, hochrangige NS-Größen gefangen nehmen.
Dafür wurden im befreiten Frankreich deutsche Freiwillige gesucht, die gegen das NS-Regime kämpfen wollten. Man fand diese Freiwilligen unter internierten deutschen Zivilisten, die in Gestapo-Haft gewesen waren, desertierten deutschen Soldaten, die auf Seiten der Résistance gekämpft hatten, und in Kriegsgefangenenlagern. Ende 1944 waren 175 Mann in Saint Germain bei Paris versammelt, die im Legen von Hinterhalten, in Sabotage aller Art und im Fallschirmspringen ausgebildet wurden. Während der Ausbildung wurden physisch, psychologisch und/oder moralisch nicht brauchbare Männer aus der Einheit entfernt, sodass am Ende genau 100 Mann übrig blieben.

## Befehl Hitler zu verhaften
Mitte April 1945 befahl der Chef des US-Geheimdienstes OSS, William J. Donovan, diese Einheit für die Verhaftung von Adolf Hitler zu verwenden. Sofort wurde dafür das Erstürmen von Gebäuden, die Ausschaltung von Wachen und die Mitnahme von Verhafteten geübt, ohne dass den Soldaten von IRON CROSS gesagt worden wäre, wen sie verhaften und entführen sollten.
Gegen Ende April 1945 sammelte sich die Vorausabteilung der Kompanie in Dijon. Sie bestand aus vier Mann, einem Funker, zwei Soldaten und dem Chef von IRON CROSS, dem Hauptmann der US-Army Aaron Bank. Die Vorausabteilung sollte mit dem Fallschirm in den Alpen abspringen und in deutschen Uniformen oder in Zivilkleidung die nötigen Informationen vor Ort über Hitlers Aufenthaltsort erkunden, wobei man von seinem Landhaus in Obersalzberg bei Berchtesgaden ausging, oder von dort weiter in die Alpen hinein. Auf Funkanforderung durch die Vorausabteilung sollte sodann die ganze Kompanie per Fallschirm gelandet werden und ihren Auftrag ausführen.

## Hitlers Aufenthaltsort
Am 3. April 1945 hatte ein eingeschleuster amerikanische Agent von einem angetrunkenen deutschen Offizier, der noch zwei Wochen zuvor in der Reichskanzlei in Berlin gewesen war, Neuigkeiten erfahren, die er sogleich über Funk weitergab. Der Funkbericht endete mit folgenden Sätzen:
"Adolf at present in Reichskanzlei where each night 2200 hours generals of staff come to visit. Adolf tired of living. Watched last attack from balcony. Alternative headquarters at Ohrdruf, Thuringia. Not Obersalzberg. Source is Austrian staff officer who left HQ March 21." ("Adolf im Moment in Reichskanzlei wo jede Nacht 22 Uhr Generale des Stabes zu Besuch kommen. Adolf des Lebens müde. Beobachtete letzten Angriff [Luftangriff] vom Balkon. Alternatives Hauptquartier in Ohrdruf, Thüringen. Nicht Obersalzberg. Quelle ist österreichischer Stabsoffizier der Hauptquartier 21. März verließ.")
In Ohrdruf war von der SS als "Sondervorhaben III" ein unterirdisches Hauptquartier für Hitler erbaut worden, aber Hitler blieb, trotz der seit Anfang März 1945 geplanten Verlegung des Führerhauptquartiers von Berlin nach Ohrdruf, in Berlin.

## Ende
In Dijon wurde der Abflug der Vorausabteilung an sechs Tagen hintereinander verschoben, mit der Begründung von schlechtem Wetter. Dann wurde der Auftrag aufgehoben. Hitler war offensichtlich gegen Kriegsende in Berlin und nicht im Alpenraum. Den deutschen Freiwilligen des Unternehmens IRON CROSS wurde ihr Sold ausbezahlt und die freiwilligen Kriegsgefangenen wurden wieder als Kriegsgefangene behandelt, aber sie wurden als Erste aus der Kriegsgefangenschaft entlassen.